# Open Prévadiès 2009
L'Open Prévadiès 2009 è stato un torneo professionistico di tennis maschile giocato sulla terra rossa, che faceva parte dell'ATP Challenger Tour 2010. Si è giocato a Saint-Brieuc in Francia dal 30 marzo al 5 aprile 2009.

## Partecipanti

### Teste di serie
| Nazionalità | Giocatore               | Ranking* | Testa di serie |
| ----------- | ----------------------- | -------- | -------------- |
| Francia     | Adrian Mannarino        | 135      | 1              |
| Germania    | Simon Stadler           | 151      | 2              |
| Francia     | Josselin Ouanna         | 153      | 3              |
| Francia     | Édouard Roger-Vasselin  | 167      | 4              |
| Rep. Ceca   | Pavel Šnobel            | 174      | 5              |
| Slovenia    | Grega Žemlja            | 177      | 6              |
| Kazakistan  | Jurij Ščukin            | 178      | 7              |
| Spagna      | Miguel Ángel López Jaén | 180      | 8              |

- Ranking al 23 marzo 2009.

### Altri partecipanti
Giocatori che hanno ricevuto una wild card:
- Charles-Antoine Brézac
- Jonathan Dasnières de Veigy
- Romain Jouan
- Mathieu Rodrigues

Giocatori passati dalle qualificazioni:
- Guillermo Alcaide
- Jean-Christophe Faurel
- James McGee
- Carlos Poch-Gradin

Giocatori con uno Special Exempt:
- Jan Minář

## Campioni

### Singolare
Josselin Ouanna ha battuto in finale  Adrian Mannarino con il punteggio di 7–5, 1–6, 6–4

### Doppio
David Martin /  Simon Stadler hanno battuto in finale  Peter Luczak /  Joseph Sirianni con il punteggio di 6–3, 6–2